# Omega (formație)
Omega este o formație rock maghiară fondată în 1962 care a devenit în anii 1970, în plină epocă comunistă, o figură marcantă a Eurockului, rockul progresiv al Europei continentale.

## Discografie

### Albume în maghiară
- Trombitás Frédi és a rettenetes emberek (1968), grupul apare drept Omega Red Star pe copertă
- 10 000 lépés (1969)
- Éjszakai országút (1970)
- 200 évvel az utolsó háború után (înregistrat în 1972, dar publicat abia în 1998 din cauza cenzurii)
- Omega 5 (1973) reeditat sub titlul Szvit
- Omega 6: Nem tudom a neved (1975);  reeditat ca Tűzvihar - Stormy Fire
- Omega 7: Időrabló (1977);  reeditat ca Időrabló - Time Robber
- Omega 8: Csillagok útján (1978);  reeditat ca Csillagok útján - Skyrover
- Gammapolis (1979);  reeditat ca Gammapolisz - Gammapolis
- Omega X: Az arc (1981)
- Omega XI (1982)
- Omega 12: A föld árnyékos oldalán (1986)
- Omega XIII: Babylon (1987)
- Trans And Dance (1995); remixat, remasterizat mai târzi și lansat ca Transcendent - Hungarian version
- Omega XV: Egy életre szól (1998)
- Omega XVI: Égi jel: Omega (2006)
- Omega Rhapsody (2010)

### Albume în engleză
- Omega Red Star From Hungary (1968)
- Omega (1973)
- 200 Years After The Last War (1974)
- Omega III (1974)
- The Hall Of Floaters In The Sky (1975)
- Time Robber (1976)
- Sky Rover (1978)
- Gammapolis (1979)
- Working (1981)
- Transcendent (1996)

### Albume în germană
- Das Deutsche Album (1973)